# Хандредвейт

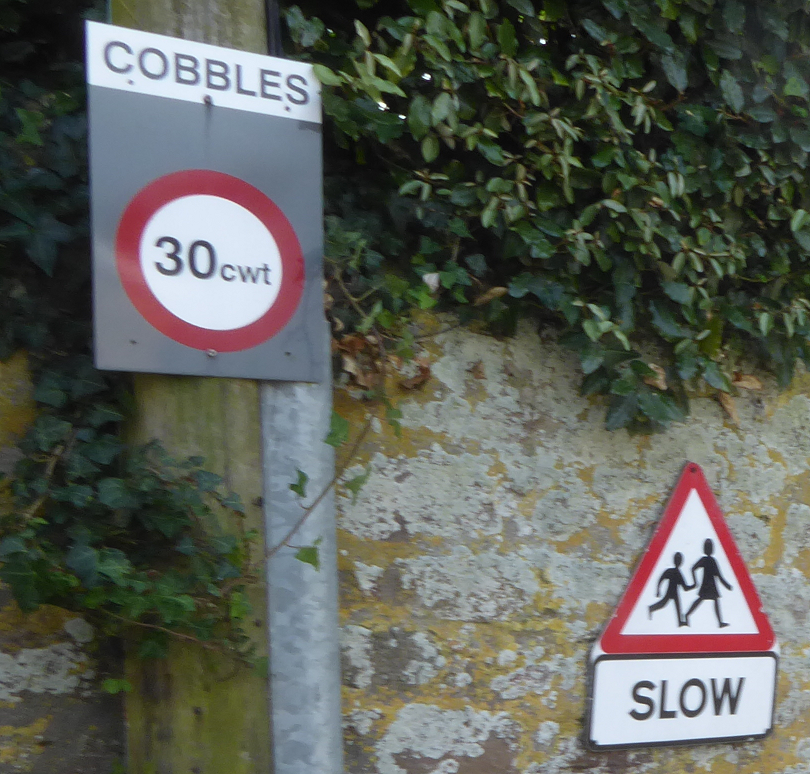
Дорожный знак в Олдерни, Гернси, предупреждающий о булыжной мостовой и запрещающий движение транспортных средств тяжелее 30 хандредвейтов (~1,5 т)

Хандредвейт (cwt) (англ. hundredweight от hundred — сто и weight — вес) — неметрическая единица измерения массы в США и Великобритании. Различают американские и английские хандредвейты:
- Американский хандредвейт (короткий хандредвейт, короткий центнер, американский центнер, центал, английский квинтал) = 1/20 американской тонны = 4 коротких квартера = 100 торговых фунтов = 45,359237 килограмма. Используется, в основном, в сельском хозяйстве (вес скота, пшеницы и т. п.)[1].

- Английский хандредвейт (длинный хандредвейт, длинный центнер, английский центнер, лондонский хандредвейт) = 1/20 английской тонны = 4 длинных квартера = 8 стоунов = 112 торговых фунтов = 50,80234544 килограмма. В английских хандредвейтах измеряли вес церковных колоколов[2]. В связи с вытеснением метрической системой используется редко. В Ирландии и Великобритании уголь и строительные материалы фасовали в мешки с таким весом, но в последнее время чаще используется упаковка в 50 килограмм.

В обеих системах хандредвейт обозначается аббревиатурой cwt, в которой wt — это сокращение английского weight (вес), а c — это написанное римской цифрой число 100.
До XV века в Англии использовался так называемый старый хандредвейт, равный 108 торговым фунтам, то есть тонна, образованная из 20 таких хандредвейтов, состояла из 2160 торговых фунтов. Старый хандредвейт был заменён английским хандредвейтом.